# Holy Spider
Holy Spider (persa :عنکبوت مقدس, romanizado :  Ankabut-e moqaddas, también conocida como Araña sagrada) es una película de suspenso y crimen de 2022 dirigida por el director iraní Ali Abbasi. Filmada en idioma persa, la protagonizan Mehdi Bajestani y Zar Amir Ebrahimi.
La película se basa en la historia real de Saeed Hanaei, un asesino en serie que mató a 16 trabajadoras sexuales entre 2000 y 2001 en la ciudad santa de Mashhad, Irán. La ficción muestra a una periodista que investiga los asesinatos, y cómo los medios, la sociedad y hasta las autoridades convierten al asesino en un héroe debido a su motivación religiosa.
Fue seleccionada para competir por la Palma de Oro en el Festival de Cine de Cannes de 2022 , donde se estrenó el 22 de mayo de 2022. Zar Amir Ebrahimi ganó el premio a la Mejor Actriz del festival. La película fue seleccionada como la entrada danesa a la Mejor Película Internacional en los Premios Oscar y fue finalista en diciembre, aunque no formó parte de las cinco nominadas.

## Sinopsis
La película, rodada en Amán, Jordania, está ambientada en la ciudad santa iraní de Mashhad. La periodista Arezoo Rahimi (Ebrahimi) llega a la ciudad procedente de Teherán para investigar una serie de asesinatos de trabajadoras sexuales locales. Los asesinatos siguen el mismo patrón: un hombre en motocicleta recoge a las mujeres en las rotondas del área y las lleva a otro lugar donde las estrangula con sus propios pañuelos. Luego las tira en descampados o en las afueras de la ciudad. La película sigue el asesino en serie desde el principio, mostrándo la normalidad de su vida cotidiana, en su trabajo y con su familia. Después de su arresto y de un juicio muy mediatizado, la sociedad y los medios le convierten en un héroe ya que su meta era limpiar las calles de mujeres indecentes y viciosas. Muestra también los obstáculos a los que se enfrenta la periodista para que la respeten y la tomen en serio.

## Reparto
- Mehdi Bajestani como Saeed Hanaei
- Zar Amir Ebrahimi como Arezoo Rahimi
- Arash Ashtiani como Sharifi
- Forouzan Jamshidnejad como Fatima Hanaei
- Sina Parvaneh como Rostami
- Nima Akbarpour como el juez
- Mesbah Taleb como Ali Hanaei
- Firouz Agheli como Haji
- Sara Fazilat como Zinab
- Alice Rahimi como Somayeh

## Recepción
En el sitio web del agregador de reseñas Rotten Tomatoes , el 84% de las 104 reseñas de los críticos son positivas, con una calificación promedio de 7.4/10. El consenso del sitio web dice: "Holy Spider renuncia a la sutileza en favor de una dramatización visceralmente indignada inspirada en terribles hechos reales".
Metacritic, que utiliza un promedio ponderado , asignó a la película una puntuación de 68 sobre 100, basada en 25 críticos, lo que indica "críticas generalmente favorables". 

### Gobierno iraní
El 29 de mayo de 2022, la Organización de Cine del Ministerio de Cultura y Orientación Islámica de Irán emitió un comunicado en el que condenaba al Festival de Cannes por otorgar a la película el premio a la Mejor Actriz, calificándolo de "un movimiento insultante y motivado políticamente". La declaración comparó la película con The Satanic Verses y dijo que "ha insultado las creencias de millones de musulmanes y la enorme población chiíta del mundo".
El 1 de junio de 2022, el ministro de Cultura y Orientación Islámica, Mohammad Mehdi Esmaili, dijo que Irán "protestó formalmente ante el gobierno francés a través del Ministerio de Relaciones Exteriores".  También dijo: "Si personas del interior de Irán están involucradas en la película Holy Spider , seguramente recibirán un castigo de la Organización de Cine de Irán"."
Amir Ebrahimi le dijo a CNN el 3 de junio de 2022 que había recibido alrededor de 200 amenazas desde que ganó el premio a la Mejor Actriz en el Festival de Cine de Cannes. “El problema es que ni siquiera vieron esta película, y la están juzgando, solo por un tráiler”, dijo, atribuyendo la reacción a la falta de libertad de expresión en Irán.

### Premios y nominaciones
| Premio                                      | Fecha                    | Categoría                             | Nominado/a                                                  | Resultado | Referencia |
| ------------------------------------------- | ------------------------ | ------------------------------------- | ----------------------------------------------------------- | --------- | ---------- |
| Cannes Film Festival                        | 28 de mayo de 2022       | Palme d'Or                            | Ali Abbasi                                                  | Nominado  | [ 8 ]      |
| Cannes Film Festival                        | 28 de mayo de 2022       | Mejor Actriz                          | Zar Amir Ebrahimi                                           | Ganadora  | [ 8 ]      |
| Jerusalem Film Festival                     | 31 de julio de 2022      | Mejor película internacional          | Holy Spider                                                 | Nominada  | [ 9 ]      |
| Miskolc International Film Festival         | 17 de septiembre de 2022 | Emeric Pressburger Prize              | Holy Spider                                                 | Nominado  | [ 10 ]     |
| Fantastic Fest                              | 27 de septiembre de 2022 | Mejor Director                        | Ali Abbasi                                                  | Ganador   | [ 11 ]     |
| Montclair Film Festival                     | 30 de octubre de 2022    | Película de ficción                   | Ali Abbasi                                                  | Nominado  | [ 12 ]     |
| Seville European Film Festival              | 12 de noviembre de 2022  | Giraldillo de oro                     | Ali Abbasi                                                  | Nominado  | [ 13 ]     |
| Seville European Film Festival              | 12 de noviembre de 2022  | Mejor Actriz                          | Zar Amir Ebrahimi                                           | Ganadora  | [ 13 ]     |
| Festival Internacional de Cine de Estocolmo | Noviembre de 2022        | Caballo de Bronce a la mejor película | Ali Abbasi                                                  | Ganador   | [ 14 ]     |
| European Film Awards                        | 10 de diciembre de 2022  | Mejor Película                        | Ali Abbasi                                                  | Nominado  | [ 15 ]     |
| European Film Awards                        | 10 de diciembre de 2022  | Mejor Director                        | Ali Abbasi                                                  | Nominado  | [ 15 ]     |
| European Film Awards                        | 10 de diciembre de 2022  | Mejor guion                           | Ali Abbasi, Afshin, Kamran Bahrami                          | Nominados | [ 15 ]     |
| European Film Awards                        | 10 de diciembre de 2022  | Mejor Actriz                          | Zar Amir Ebrahimi                                           | Nominada  | [ 15 ]     |
| Austin Film Critics Association             | 10 de enero de 2022      | Mejor película internacional          | Ali Abbasi                                                  | Nominado  | [ 16 ]     |
| Robert Awards                               | 4 de febrero de 2023     | Mejor Película Danesa                 | Jacob Jarek, Sol Bondy, Ali Abbasi, y Afshin Kamran Bahrami |           | [ 17 ]     |
| Robert Awards                               | 4 de febrero de 2023     | Mejor Director                        | Ali Abbasi                                                  | Ganador   | [ 17 ]     |
| Robert Awards                               | 4 de febrero de 2023     | Mejor Guion Original                  | Ali Abbasi and Afshin Kamran Bahrami                        | Ganadores | [ 17 ]     |
| Robert Awards                               | 4 de febrero de 2023     | Mejor Actor                           | Mehdi Bajestani                                             | Nominado  | [ 17 ]     |
| Robert Awards                               | 4 de febrero de 2023     | Mejor Actriz                          | Zar Amir Ebrahimi                                           | Ganadora  | [ 17 ]     |
| Robert Awards                               | 4 de febrero de 2023     | Mejor Actor de Reparto                | Arash Ashtiani                                              | Ganador   | [ 17 ]     |
| Robert Awards                               | 4 de febrero de 2023     | Mejor Actriz de Reparto               | Alice Rahimi                                                | Nominada  | [ 17 ]     |
| Robert Awards                               | 4 de febrero de 2023     | Mejor Actriz de Reparto               | Forouzan Jamshidnejad                                       | Nominada  | [ 17 ]     |
| Robert Awards                               | 4 de febrero de 2023     | Mejor Diseño de producción            | Lina Nordqvist                                              | Ganadora  | [ 17 ]     |
| Robert Awards                               | 4 de febrero de 2023     | Mejor Fotografía                      | Nadim Carlsen                                               | Ganadora  | [ 17 ]     |
| Robert Awards                               | 4 de febrero de 2023     | Mejor vestuario                       | Hanadi Khurma                                               | Nominada  | [ 17 ]     |
| Robert Awards                               | 4 de febrero de 2023     | Mejor maquillaje                      | Farah Jadaane                                               | Nominada  | [ 17 ]     |
| Robert Awards                               | 4 de febrero de 2023     | Mejor montaje                         | Olivia Neergaard-Holm y Hayedeh Safiyari                    | Nominados | [ 17 ]     |
| Robert Awards                               | 4 de febrero de 2023     | Mejor diseño de sonido                | Rasmus Winther Jensen                                       | Ganador   | [ 17 ]     |
| Robert Awards                               | 4 de febrero de 2023     | Mejor banda sonora                    | Martin Dirkov                                               | Ganador   | [ 17 ]     |
| Robert Awards                               | 4 de febrero de 2023     | Mejor efectos especiales              | Peter Hjorth                                                | Ganador   | [ 17 ]     |
| Satellite Awards                            | 11 de febrero de 2023    | Mejor película - internacional        | Ali Abbasi                                                  | Nominado  | [ 18 ]     |
| Vancouver Film Critics Circle               | 13 de febrero de 2023    | Mejor película extranjera             | Ali Abbasi                                                  | Nominado  | [ 19 ]     |
| Bodil Awards                                | 25 de marzo de 2023      | Mejor Película danesa                 | Ali Abbasi                                                  | Nominada  | [ 20 ]     |
| Bodil Awards                                | 25 de marzo de 2023      | Mejor Actriz                          | Zar Amir Ebrahimi                                           | Nominada  | [ 20 ]     |
| Bodil Awards                                | 25 de marzo de 2023      | Mejor Actor                           | Mehdi Bajestani                                             | Nominado  | [ 20 ]     |
| Premios del Cine Alemán                     | 12 de mayo de 2023       | Mejor película                        | Holy Spider                                                 | Pendiente | [ 21 ]     |
| Premios del Cine Alemán                     | 12 de mayo de 2023       | Mejor Dirección                       | Ali Abbasi                                                  | Pendiente | [ 21 ]     |
| Premios del Cine Alemán                     | 12 de mayo de 2023       | Mejor Actriz                          | Zar Amir Ebrahimi                                           | Pendiente | [ 21 ]     |
| Premios del Cine Alemán                     | 12 de mayo de 2023       | Mejor Actor                           | Mehdi Bajestani                                             | Pendiente | [ 21 ]     |